# Aphanus rolandri
Aphanus de Rolander
Espèce
Aphanus rolandri, l’Aphanus de Rolander, est une espèce d'insectes d'hétéroptères (punaises) de la sous-famille Rhyparochrominae (famille des Rhyparochromidae)

## Description
Ces punaises mesurent 6,0 à 7,7 mm de long. Les animaux de couleur noire avec leur tache rouge foncé à la base de la membrane alaire sont indubitables.

### Mode de vie
Ces punaises sont vraisemblablement polyphages, la liaison à certaines plantes n'a pas encore été documentée. Elles tètent des graines au sol, mais parfois aussi des charognes, comme des arthropodes morts, ou des œufs d'insectes. L'hivernage a lieu en groupes parfois importants sous l'écorce lâche des feuillus et des conifères. Au printemps, lorsque la température est plus chaude, les animaux deviennent rapidement actifs et volent rapidement, et la nuit, ils sont également attirés par les sources de lumière artificielle. L'accouplement a lieu principalement en mai. Les mâles meurent peu de temps après. Une génération est formée chaque année.

## Répartition et habitat
L'espèce est répandue en Europe, de la partie occidentale du Sud de la Scandinavie à la Méditerranée et à l'Afrique du Nord. L'espèce est plus rare en Europe de l'Est, son aire de répartition s'étend jusqu'à la Sibérie occidentale et le Caucase. L'espèce n'est pas rare en Allemagne, en particulier à l'ouest, à l'est elle n'est documentée que localement avec des découvertes plus anciennes. En Autriche, elle n'apparaît que localement.
L'espèce colonise des habitats secs, chauds, ouverts, mais aussi plus humides et partiellement ombragés, quelle que soit leur végétation. Il se produit également dans les zones culturelles et rudérales influencées par l'homme.

## Galerie

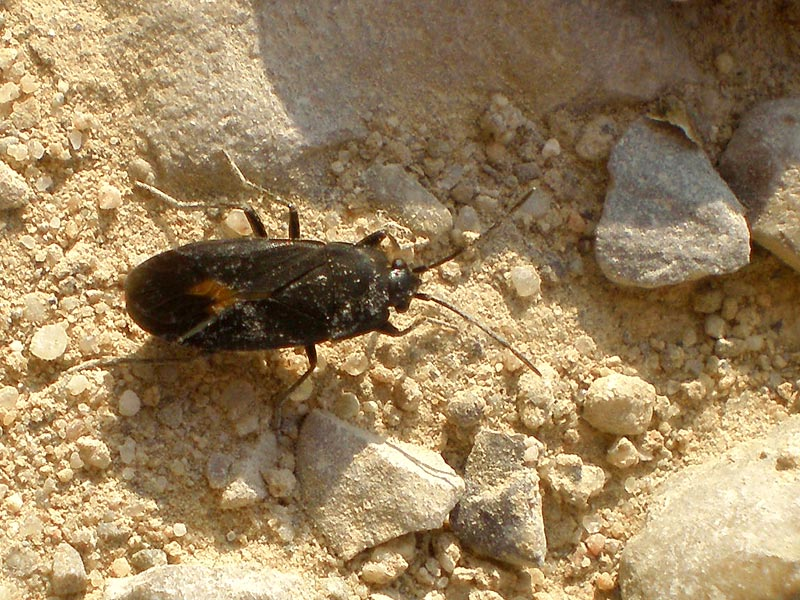
Près de Tàrrega, Lérida, Catalogne, le 21 juillet 2007.
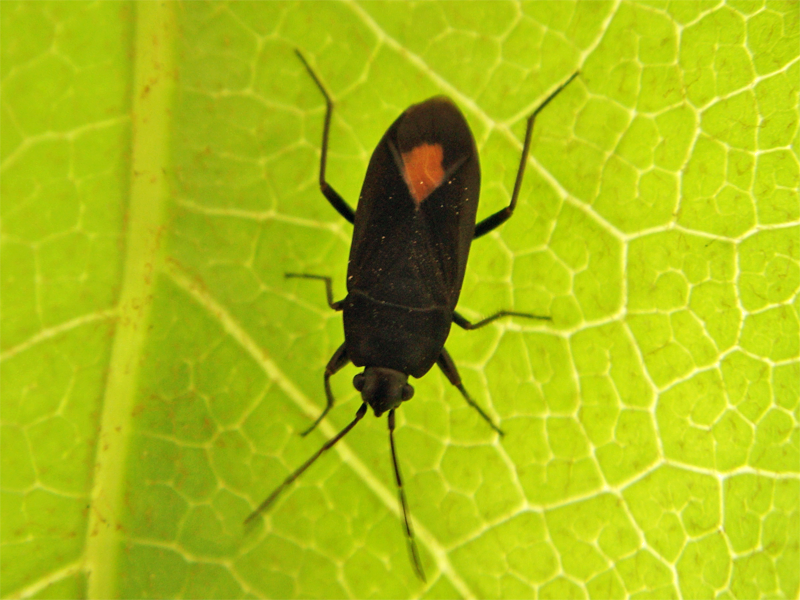
Aphanus rolandri à Ansião, Leiria, Portugal.

## Dénomination
Ce taxon porte en français le nom vernaculaire ou normalisé suivant : Aphanus de Rolander.

## Systématique
Le nom valide complet (avec auteur) de ce taxon est Aphanus rolandri (Linnaeaus, 1758).
L'espèce a été initialement classée dans le genre Cimex sous le protonyme Cimex rolandri Linnaeus, 1758.
Aphanus rolandri a pour synonymes :
- Aphanus aethiops (Douglas & Scott, 1868)
- Aphanus rolandri angustula
- Aphanus rolandri opacus (Reuter, 1885)
- Aphanus rolandri rolandri
- Aphanus two-maculatus
- Beosus rolandri (Linnaeus, 1758)
- Calyptonotus aethiops Douglas & Scott, 1868
- Calyptonotus nitidulus Reuter, 1885
- Calyptonotus opacus Reuter, 1885
- Calyptonotus rolandri angustula (Reuter, 1880)
- Calyptonotus rolandri morio
- Calyptonotus rolandri nitidulus Reuter, 1885
- Calyptonotus rolandri (Linnaeus, 1758)
- Cimex rolandri Linnaeus, 1758
- Cimex two-maculatus Linnaeus, 1758
- Lygaeus maroccanus Fabricius, 1794
- Lygaeus rolandri (Linnaeus, 1758)
- Microtoma angustula Reuter, 1880
- Pachymerus morio Gradl, 1881
- Pachymerus rolandri aethiops
- Pachymerus rolandri morio Gradl, 1881
- Pachymerus rolandri (Linnaeus, 1758)
- Rhyparochromus rolandri (Linnaeus, 1758)